# Apple of Sodom
«Apple of Sodom» —en español: «Manzana de Sodoma»— es un sencillo promocional de la banda de metal industrial Marilyn Manson, lanzado al mercado en 1997. La canción aparece en la banda sonora de la película Lost Highway. El video musical fue dirigido por Joseph Cultice en 1998. Se filtró en el sitio de internet YouTube 11 años más tarde.

## Apariciones
- «Apple of Sodom» — Aparición en Lost Highway soundtrack.
- «Apple of Sodom» (Live) — Aparición en el CD sencillo de "The Dope Show".
- «Apple of Sodom» (Live) — Aparición en la gira Death to the World.

## Video musical
«Apple of Sodom» es uno de los videos menos populares de Manson. El 24 de noviembre de 2009, el video musical de la canción fue excarcelado, 11 años después de que fue creado originalmente. Fue dirigido por Joseph Cultice y rodado en 1998, en la ciudad de Nueva York y Los Ángeles. El editor fue Candace Corelli. El vídeo mezcla la oscuridad arenosa de la era Antichrist Superstar con el glam de la próxima era de Mechanical Animals y parece que ha sido concebido como una transición entre los dos álbumes. En él se muestra un estilo similar a "Tourniquet" y "Cryptorchid", utilizando a un extraño humanoide que muere al final del video y su cadáver se llena completamente de sangre. Manson aparece en una imagen un tanto perturbado. Finalmente el video se aplazó debido a su desnudez y calidad de presupuesto baja, sobre todo en comparación con "The Dope Show", que se publicaría el mismo año.  

"Yo mismo lo hice con Manson, nunca consiguió una liberación, en parte debido a los paros, y el bajo presupuesto."
Joseph Cultice.